# La Experiencia
La Experiencia ist eine delegación im Norden der Stadt Zapopan im Großraum von Guadalajara, der Hauptstadt des mexikanischen Bundesstaates Jalisco. 

## Geschichte
Die Geschichte von La Experiencia beginnt 1851 mit der Eröffnung einer gleichnamigen Spinn- und Webfabrik durch spanische Unternehmer. Es dauerte nicht lange, bis die Fabrik eine Reihe von Menschen anlockte, die auf der Suche nach Arbeit waren und sich in ihrem Umfeld ansiedelten. Allmählich wuchs die Siedlung immer weiter an und erhielt schließlich den Gemeindestatus.

## Sport
Am 12. Juni 1918 wurde in La Experiencia der Club Deportivo Imperio gegründet, der sich aufgrund seiner exzellenten Jugendarbeit im Fußball eine überregionale Bedeutung erworben hat. Zwischen 1950 und 1966 nahmen insgesamt sieben der aus seinem Nachwuchs hervorgegangenen Spieler an einer Fußball-Weltmeisterschaft teil.

## Söhne und Töchter der Gemeinde
- Ernesto Cisneros (* 1940), Fußballspieler, WM-Teilnehmer 1966
- Magdaleno Mercado (1944–2020), Fußballspieler, WM-Teilnehmer 1966
- José Naranjo (1926–2012), Fußballspieler, WM-Teilnehmer 1950 und 1954
- Felipe Ruvalcaba (1941–2019), Fußballspieler, WM-Teilnehmer 1962 und 1966
- Alfredo Torres (* 1931), Fußballspieler, WM-Teilnehmer 1954
- José Villegas (1934–2021), Fußballspieler, WM-Teilnehmer 1958 und 1962